# Čudesni park
Čudesni park (engl. Wonder Park) je računalno animirana avanturistička komedija iz 2019. godine koju su proizveli Paramount Animation i Nickelodeon Movies, a animacija se bavi Ilion Animation Studios.

## Glasove posudili
| Ime                   | Engleska inačica      | Hrvatska inačica |
| --------------------- | --------------------- | ---------------- |
| Jana Bjeliš           | Brianna Denski        | Amanda Prenkaj   |
| Brundo                | Ken Hudson Campbell   | Frano Mašković   |
| Greta                 | Mila Kunis            | Vanda Winter     |
| Kiki                  | Norbert Leo Butz      | Mario Mirković   |
| Zubo                  | Ken Jeong             | Saša Buneta      |
| Dubo                  | Kenan Thompson        | Marko Kofs       |
| Janin tata Bjeliš     | Matthew Broderick     | Ivan Glowatzky   |
| Živko                 | John Oliver           | Edvin Liverić    |
| Janina mama Bjeliš    | Jennifer Garner       | Dijana Vidušin   |
| Banki                 | Oev Michael Urbas     | Roko Cvitaš      |
| Janina teta Albertine | Kate McGregor-Stewart | Jadranka Krajina |
| Janin tetak Tony      | Kevin Chamberlin      | Mladen Vasary    |
| Busni vodič Shannon   | Kath Soucie           | Dajana Čuljak    |

### Ostali glasovi:
- Silvija Ferara
- Matej Čolakić
- Lana Dučkić
- Leonardo Čolakić
- Paulina Dučkić
- Magdalena Palić
- Gašpar Palić
- Lea Macukić
- Tomo Klabučar
- Vid Begić
- Dragan Peka
- Božidar Peričić
- Sara Spinčić
- Mima Karaula
- Martina Kapitan Bregović

### Sinkronizacija
- Sinkronizacija: Duplicato Media d.o.o.
- Redatelj dijaloga: Luka Rukavina
- Prijevod i prilagodba: Dražen Bratulić